# Сватково (Вологодская область)
Сватково — деревня в Шекснинском районе Вологодской области.
Входит в состав сельского поселения Сиземского (с 1 января 2006 года по 8 апреля 2009 года входила в Чаромское сельское поселение), с точки зрения административно-территориального деления — в Чаромский сельсовет.
Расстояние по автодороге до районного центра Шексны — 19 км, до центра муниципального образования Чаромского — 7,5 км. Ближайшие населённые пункты — Малая Кислиха, Трошино, Потеряево, Самсоница, Полежаево, Медвежье, Красново, Рамешка, Гущино.
По переписи 2002 года население — 4 человека.